# Henk Klinkhamer
Henk Klinkhamer (Leiden, 31 maart 1952 - Hillegom, 29 maart 2019) was een Nederlands kunstenaar uit de tweede helft van de twintigste eeuw, die tot de expressionisten gerekend kan worden.

## Biografie

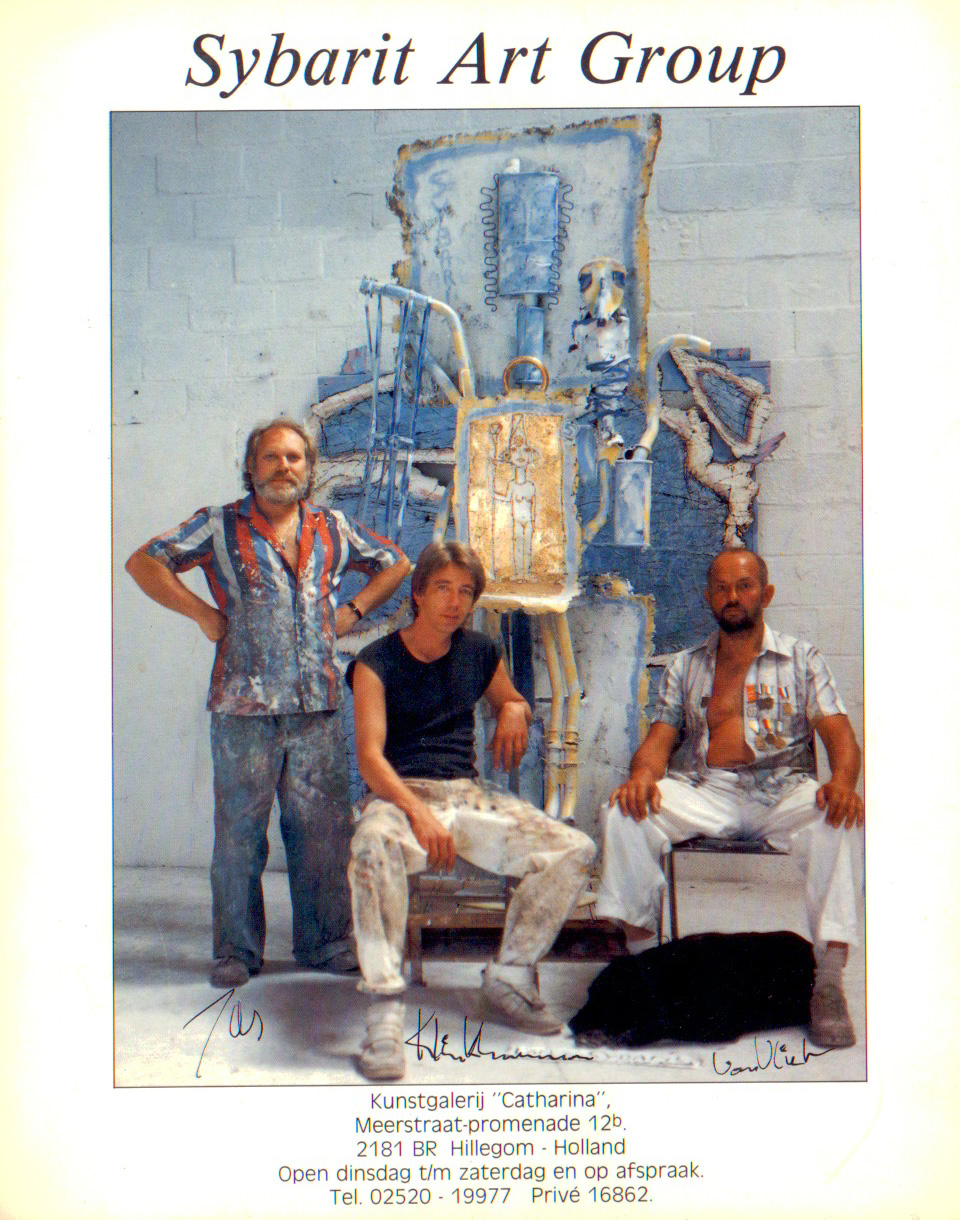
JAS, Klinkhamer en Van Vliet

Op 14-jarige leeftijd exposeerde hij met de kunstenaarsvereniging “Lijn en Kleur” uit Hillegom, er werden acht gouaches van hem getoond. Van 1965 tot 1967 kreeg Klinkhamer les van de kunstschilder Kees Heemskerk sr., een Hillegomse landschap- en portretschilder, en hij produceerde veel stillevens en portretten. In diezelfde tijd volgde hij een opleiding tekenen en schilderen bij F.A.S. in Amstelveen. In deze periode werkte hij veel samen met Kees Heemskerk sr. en nog enkele andere kunstenaars. Van 1968 tot 1969 had Henk allerlei baantjes om zich het hoofd boven water te kunnen houden en materiaal te kopen om te blijven werken.
Zijn atelier bevond zich in een pand aan de Goudhanesteeg in Hillegom, waar in 1970 de kunstschilder Koos van de Meer met hem kwam werken. Later vestigde zich voor een korte periode de schilder T. van de Linden op het atelier. In dat atelier leerde Klinkhamer ook zijn vrouw Henny kennen.
In 1971 verhuisden Klinkhamer en zijn vrouw naar een zigeunerwoonwagen aan het Turfspoor in Lisserbroek. Gedurende die tijd maakte Klinkhamer veel kleurrijke pentekeningen. Daarna, in 1972, verhuisde hij naar Noordwijkerhout en ging op kamers wonen. Dit omdat de vorige adressen zo vochtig waren, dat zijn werken zwaar werden aangetast. Klinkhamer besloot om voorlopig niet te exposeren, hij was bezig een eigen stijl te ontwikkelen. Teruggekeerd in Hillegom, in 1977, vernietigde Klinkhamer in een catastrofale driftbui het grootste gedeelte van zijn werken. In 1978 en 1979 werkte hij hard aan een nieuwe serie tekeningen en schilderijen om het vervolgens in 1980 weer allemaal te vernietigen. In 1981 verhuisde Klinkhamer wederom in Hillegom en formeert een gezin met een zoon en een dochter, tot aan 1985 is Klinkhamer weer bezig een nieuwe stijl te ontwikkelen en een kunstvoorraad aan te leggen om te exposeren. In 1986 wordt door kunstenaars Johannes Adrianus Smit (JAS), Klinkhamer en Van Vliet kunstgroep Sybarit opgericht.

## Exposities
- 1985: Exposities in Toronto, Calgary, Ottawa, Vancouver, Canada en Gallery Tropical in Antwerpen.
- 1987: Expositie met JAS “Artopa” Lisse. Expositie Bollenschilders, Noordwijk.
- 1989: North Sea Gallery Scheveningen, performance met JAS en expo met de “Tulip Art Sorting Machine” Cultureleraad, Hillegom Tulip Art Performance en expo samen met JAS. Zij verklaren de bloembollenstreek van Noord- en Zuid-Holland tot kunstgebied, 35 burgemeesters van bloembollendorpen worden hiervan op de hoogte gesteld.
- 1990: Muurschildering Koningin Juliana paviljoen Keukenhof Lisse. World Clean project “Art in the Flowers” met Robert van Vliet. Speciale uitgave zeefdrukken 1 × 100 st. en 1 × 250 st. 5000st. posters Opdracht Muziek Theater Amsterdam, afm. 2 × 37 m en 1,10 × 5 m. “Art Underground Project” werd geopend door de wethouder van cultuur van Amsterdam, de heer Ten Have. Opdracht muurschildering “Hersenscan” Synopsis, Noordwijkerhout.
- 1991: Expositie Culturele raad Hillegom.
- 1992: Expositie Proforms Heerhugowaard in aanwezigheid van Mevr. Korte van Hemel (staatssecretaris), Stan Huygens en Peter Knegjens. Peter Knegjens wordt Henks pr-manager.
- 1993: Expositie Kersentuin Amsterdam, opening Stan Huygens, Telegraaf. Unicef, Megafestatie Utrecht, Guinness Book of Records samen met: Patty Harpenau, Candy Dulfer, Arnold van der Leijden e.a. Het schilderij werd geschonken aan de President van Ghana.
- 1995: Installatie en expo Frans Hals Museum, Haarlem, met Lo de Cafmeyer en JAS. (Installatie “Vicit Vim Virtus” Grote Markt.) Gallery Altink Antwerpen, België. Gallery Art Images, Haarlem. Galerie Craque Allure, Haarlem. Galerie Pim de Ridder Assenede, België (Project “Op is Op” samen met Jas.) Opdracht kantoor Jeltsin Moskou, Rusland. Opdrachten kantoor Bania, Hoofddorp.
- 1996: Museum voor de Bloembollenstreek, Lisse. Abel White Gallery Scotsdale, Arizona U.S.A. In april bezoeken 70 journalisten van over de hele wereld het atelier “Art Growers” van Jas & Klinkhamer te Lisse. Hierbij wordt er uitvoerig in gegaan op de verklaring van JAS & Klinkhamer van de Bloembollenstreek tot kunstgebied. De journalisten gaan mee op tournee door de streek om te zien hoe beide kunstenaars bloeiende bollenvelden hun signatuur geven. Tot in Japan aan toe halen ze alle belangrijke nieuwsbladen en radio- en televisiestations. (U.S.A., Canada, Japan, Zweden, Denemarken, Engeland, Duitsland, Frankrijk, België, Spanje, Italië, etc.) Project “Bulb Area Art Territory” 1989-1996, Klinkhamer & JAS. Performance “Tulip Opera” met JAS in Atelier Art Growers, Lisse.
- 1997: Installatie Panorama Tulpland in Voorhout, 85 schilderijen en 120 foto’s werden hier tentoongesteld. Telegraafcampagne voor hulp aan comapatiënten Charlotte Oord, Tilburg, opbrengst: 350.000,- gld. Opdracht de “Blaeuwe Werelt” Apeldoorn. Expositie JAS & Klinkhamer “September Moon” Atelier Art Growers, Lisse.
- 1998: Expositie kasteel Ammerzoden.
- 1999: Expo Afnorth, Brunssum (NAVO Hoofdkwartier).
- 2000: Expositie Gallery K. (Frans Jacobs) Amsterdam. Bureau voor Kunstprojecten, Almere. Gallery Bleeker, Heemstede.
- 2001: Duo Disegno, Heemstede. Art Intersession, Warmond Bureau voor kunstprojecten, Almere. Gallery Bleeker, Heemstede. Gallery 21ste eeuw, Hillegom.
- 2002: Gallery Bleeker, Heemstede. Gallery 21ste eeuw, Hillegom. Gallery 19A, Haarlem. Duo Disegno, Heemstede. Expositie Holland Casino, Zandvoort. Bureau voor Kunstprojecten, Almere. Art Intersession, Warmond. Kunstmanifestatie, West-Brabant. Mwb Business Exchange, Hoofddorp. R.J. Communications, Hoofddorp. Junior Kamer Excellent Award, Hoofddorp. Elior Nederland B.V., Heemstede.
- 2003/2004: Art Intersession, Warmond. Galerij 21ste eeuw, Hillegom. Bureau voor kunstprojecten, Almere. Galerij Annee, Haarlem.
- 2005: Art Intersession, Warmond. Galerij 21ste eeuw, Hillegom. Bureau voor kunstprojecten, Almere. Galerij Annee, Haarlem. Opdracht Tringles, Heemstede.